# 塔西拉克
塔西拉克，旧名昂马沙利克，是格陵兰塞梅索克市镇的城镇。截至2020年，这里有1,985名居民，它是格陵兰东海岸人口最多的社区，也是格陵兰岛第七大城镇。昂马沙利克这个永久定居点成立于1894年，當時是一个丹麦贸易站。